# Aarhus Letbane
Aarhus Letbane er et letbanesystem i Aarhus og de omkringliggende kommuner. Den første del mellem Aarhus H og Universitetshospitalet i Skejby (en del af linje L2) blev taget i brug 21. december 2017. De næste strækninger i form af Odderbanen mellem Aarhus og Odder og en forlængelse af den eksisterende strækning fra Universitetshospitalet til Lisbjergskolen åbnede for driften 25. august 2018. De sidste dele af første etape i form af Grenaabanen mellem Aarhus og Grenaa og en ny strækning mellem Lisbjerg og Lystrup åbnede 30. april 2019.
Indvielsen af letbanen er blevet udskudt i flere omgange. Det var meningen, at den første del mellem Aarhus H og Aarhus Universitetshospital skulle indvies 23. september 2017. Indvielsen blev imidlertid aflyst dagen før på grund af manglende sikkerhedsgodkendelser. Først tre måneder senere, 20. december 2017, forelå der en betinget godkendelse til at køre med passagerer fra Trafik-, Bygge- og Boligstyrelsen 20. december 2017, og dagen efter blev den første strækning så indviet. De øvrige strækninger, som også var planlagt til at åbne i 2017 og starten af 2018, blev udskudt tilsvarende. Efterfølgende kom yderligere problemer imidlertid til, så de sidste strækninger først blev indviet med et års forsinkelse.
Den færdige letbane består af den nybyggede indre strækning fra Aarhus til Lisbjerg og Lystrup samt de tidligere jernbaner Odderbanen mellem Aarhus og Odder og Grenaabanen mellem Aarhus og Grenaa. Letbanen har en samlet længde på ca. 110 km og 48 stationer, der betjenes af to linjer. Det forventes, at den vil få 56.100 daglige påstigninger. Den mest benyttede linje forventes at få 40.000 daglige påstigninger. Derudover er der planer om yderligere letbaner til Hinnerup, Brabrand og Hasselager.

## Historie
Med anlæggelsen af Aarhus Letbane er det tredje gang, at der er kommet skinner i Aarhus' gader. Den første gang var, da Aarhuus Sporvejsselskab åbnede en kort hestesporvognslinie mellem banegården og Store Torv 31. maj 1884. Den blev indstillet ca. 22. maj 1895. Anden gang var, da Aarhus Elektriske Sporvej åbnede en elektrisk sporvognslinie mellem Dalgas Avenue og Trøjborgvej 7. juli 1904. Den blev overtaget af Aarhus Kommune 1. januar 1928, der videreførte driften under navnet Århus Sporveje. 1. januar 1930 blev linjen forlænget til Marienlund, og der åbnedes en ny linje 2 fra Banegården til Harald Jensens Plads. Den blev senere forlænget til henholdsvis Kongsvang 1. november 1935 og til Marienlund 27. oktober 1945. De to sporvognslinier blev omstillet til busdrift 7. november 1971.
Hen mod slutningen af 1900-tallet voksede biltrafikken i Aarhus støt med deraf følgende problemer. Desuden kom der planer om store udvidelser af Aarhus Universitetshospital, Skejby og byudvikling i Lisbjerg og Nordhavnen, der alt sammen stillede krav om transport med stor kapacitet. I 2000 besluttede kommunalbestyrelsen at anlægge busbaner på de store indfaldsveje som et første skridt mod senere anlæggelse af letbaner. I 2007 etablerede Aarhus Kommune, seks omkringliggende kommuner og Region Midtjylland et sekretariat, der skulle forberede etableringen af et letbanesystem i Aarhus og omegn. Det førte året efter til et forslag om en første etape. Den skulle dels bestå af en sammenbinding af de eksisterende jernbaner Odderbanen og Grenaabanen og dels af en ny ca. 12 km lang strækning fra havnen ad Randersvej til hospitalet og derfra videre via Lisbjerg til Lystrup på Grenaabanen. Den nye strækning, der blev kendt som den indre strækning, skulle bygges som letbane. Derimod var det uklart, om Odderbanen og Grenaabanen skulle elektrificeres. Hvis ikke ville det blive nødvendigt med hybridtog, der kunne skifte mellem el og diesel.
20. januar 2011 aftalte Region Midtjylland med DSB, der i forvejen drev Grenaabanen, at de også skulle overtage driften af Odderbanen, så der kunne blive samdrift mellem de to baner. Resultatet blev Aarhus Nærbane, der trådte i kraft 9. december 2012, hvorefter passagerne slap for at skifte tog på Aarhus H.
Imens fortsatte processen med letbanen med VVM-redegørelse og offentlig høring. 31. oktober 2011 blev der så indgået en aftale om letbanen mellem kommune, region og stat. Det førte året efter til at Folketinget vedtog Lov om Aarhus Letbane 16. maj 2012. I forlængelse af denne dannede Aarhus Kommune, Region Midtjylland og Transportministeriet 30. august 2012 anlægsselskabet Aarhus Letbane I/S. Når banen er anlagt, skal dette selskab opløses og sporene overdrages til et drifts- og infrastrukturselskab med kun kommunen og regionen som stiftere. Staten beholder dog ejerskabet af Grenaabanen, da kommune og region ikke ville betale for moderniseringen af denne.
I juni 2012 indgik regeringen (bestående af S, SF og R) , Enhedslisten og Dansk Folkeparti et forlig, der indebar, at ikke kun Aarhus H-Lystrup, men hele strækningen Odder-Grenaa skulle elektrificeres. Det finansieres dels med en bevilling på 100 mio. kr., dels med en forventet besparelse på togkøb. I stedet for hybridtog, der ikke var udviklet i en brugbar version endnu, kunne man købe rene eltog, der var afprøvet og i drift andre steder. I 2013 blev det desuden vedtaget at udvide letbanen med en stikbane til Lisbjerg Skole. Efterfølgende opstod der politisk uro om prisen på anlægget og kontrollen med overholdelsen af budgettet. Det førte til, at staten trådte ud af letbaneselskabet 1. april 2015, idet statens indskud blev bevaret som et tilskud.

### Anlæg
Anlæg og materiel blev sendt i udbud i juli 2012. Efter flere budrunder endte ordren i juli 2014 hos ASAL-konsortiet bestående af Stadler, der skulle levere togene, og Ansalo STS og Generale Costruzioni Ferroviarie, der skulle stå for infrastrukturen. De første anlægsarbejder blev indledt i 2013 med to store broer og mange små. De fleste stod færdige i 2014 og resten året efter. Arbejdet med den nye strækning mellem havnen og hospitalet gik i gang i 2015. Driften på Aarhus Nærbane (Odderbanen og Grenaabanen) blev indstillet 26. august 2016 for at skaffe arbejdsro. I stedet blev der etableret forskellige togbuslinjer.
Etableringen af letbanen omfatter som nævnt dels en ombygning af Odderbanen og Grenaabanen og dels en nybygget strækning. Odderbanen mellem Odder og Aarhus H og Grenaabanen mellem Østbanetorvet og Grenaa er på samlet 98 km, der forbliver enkeltsporet med flere krydsningsstationer undervejs. I forbindelse med anlæggelsen blev Egelund og Parkvej på Odderbanen nedlagt. Til gengæld er det planen at bygge en ny station i Hessel i det vestlige Grenaa.
På den inderste del af Grenaabanen mellem Aarhus og Østbanetorvet er der anlagt dobbeltspor. Det samme er tilfælde for den 12 km lange nybyggede strækning, der grener fra Grenaabanen ved Nørreport mellem Skolebakken og Østbanetorvet. Den nybyggede strækning er anlagt i eget areal i gademidten ad Nørreport, Randersvej, Nehrus Allé og Olof Palmes Allé til kort før hospitalet. Herefter fortsætter den i eget tracé til Lisbjerg hvor den deler sig i en kort stikbane til Lisbjergskolen og en længere strækning til Lystrup på Grenaabanen.

### Udskudt åbning
I første omgang forventede trafikselskabet Midttrafik, at letbanen ville blive taget i brug "før sommeren 2017". Ibrugtagningen måtte imidlertid udskydes, da leverandøren bl.a. ikke til aftalt tid havde forelagt den omfangsrige dokumentation for banens sikkerhed. I stedet skulle strækningen fra Aarhus H til Universitetshospitalet i Skejby så indvies 23. september 2017. Odderbanen og strækningen mellem Skejby og Lisbjerg skulle følge i begyndelsen af december 2017, en tidsangivelse der senere blev ændret til 26. november 2017. Grenaabanen og strækningen mellem Lystrup og Lisbjerg var planlagt taget i brug som de sidste i begyndelsen af 2018. Derudover var det meningen, at busnettet først skulle ændres 26. november 2017 og derved afvente, at letbanen var kommet i fuld drift.
22. september 2017, dagen før den store åbningsfest, måtte indvielsen imidlertid aflyses. Årsagen var at Trafik-, Bygge- og Boligstyrelsen afviste at give den endelige godkendelse af letbanen, der derfor ikke kunne åbne for drift med passagerer. Ifølge Aarhus Letbane var der to årsager til afslaget: "Dels afviser Trafikstyrelsen at efterfølge den uvildige assessors vurdering af, at Aarhus Letbane lever op til kravene om fremtidig vedligehold, og at Aarhus Letbane derfor ikke kan godkendes som forvalter af Letbanen. (...) Dels er Trafikstyrelsen ikke tilfreds med dokumentationen af det sikkerhedsarbejde, som letbanens operatør Keolis har udført." Aarhus Letbane var for så vidt enig i, at Keolis' ledelsessystem ikke var godt nok, men var til gengæld overrasket over, at assessoren blev underkendt. Desuden pegede man på, at det ellers var almindeligt ved store anlæg, at der blev givet betingede godkendelser på sene tidspunkter.
Aarhus Letbane og Keolis fortsatte efterfølgende dialogen med Trafik-, Bygge- og Boligstyrelsen med henblik på at få de endelige godkendelser. Den umiddelbare vurdering var, at der ville gå 1½-2 måneder. Processen trak imidlertid ud, og forholdet mellem de involverede parter blev efterhånden noget anstrengt. Især var Aarhus Kommune og Region Midtjylland stærkt utilfredse med sagsbehandlingen hos Trafik-, Bygge- og Boligstyrelsen, der dog afviste kritikken. Imens fortsatte Aarhus Letbane sine prøvekørsler, der havde stået på siden juli 2017, og hvor der blev kørt efter køreplan men uden passagerer. Det var en dyr affære, da lønninger til letbaneførerne til både køreplanskørselen og prøvekørsler på de ydre strækninger løb op i 100.000 kr. om dagen.
Samtidig skulle busdriften opretholdes, indtil letbanen kunne tage over. I første omgang blev de planlagte ændringer af busnettet derfor udskudt til 17. december 2017. Yderligere udskydelser ville imidlertid blive for besværlige, blandt andet fordi ændringerne hang sammen med et generelt eftersyn af busnettet og tilpasninger efter indførelsen af A-busser i 2011. Busnettet ændredes derfor som planlagt 17. december 2017, men indtil letbanen kom i drift, blev der indsat en midlertidig buslinie 87 mellem Park Allé og Universitetshospitalet som erstatning. Busserne der erstattede Odderbanen og Grenaabanen fortsatte også indtil videre.
20. december 2017 foreslå så en betinget tilladelse fra Trafik-, Bygge- og Boligstyrelsen til kørsel med passagerer. Den officielle indvielse af den første strækning mellem Aarhus H og Universitetshospitalet fandt sted ved Dokk1 21. december 2017, om end i en noget mere afdæmpet form end oprindeligt tiltænkt. Til gengæld var der så gratis kørsel resten af dagen. Den almindelige drift begyndte dagen efter.

### Odderbanen og Grenaabanen
Sideløbende opstod der uenighed om prøvekørslerne på Odderbanen. Her skulle der foretages prøvekørsler ved fuld hastighed, hvilket krævede afspærring af niveauoverskæringerne undervejs. Det havde Aarhus Letbane fået godkendelse til af politiet og Arbejdstilsynet. Trafik-, Bygge og Boligstyrelsen mente imidlertid, at der skulle indhentes tilladelse hos dem, da der var tale om en eksisterende jernbane, der faldt ind under deres ansvarsområde. Hos Aarhus Letbane mente man modsat, at ombygningen af banen var så omfattende, at den måtte betragtes som en ny bane, som man ikke behøvede tilladelse fra styrelsen til at teste.
Oveni kom så at tilladelsen for den første strækning var givet på en række vilkår, som Aarhus Letbane måtte bruge et halvt år på at opfylde. Samtidig blev arbejdet med at få godkendelser til de nye strækninger beskrevet som en uhyre kompliceret proces med omfattende dokumentation, vurdering og sagsbehandling. Til gengæld var arbejdet med selve strækningerne kommet så langt, at man kunne påbegynde de afsluttende funktionstests og erfaringskørsler til Odder og Lisbjergskolen 16. juli 2018. 17. august 2018 indsendte Aarhus Letbane så den endelig ansøgning om godkendelse af Odderbanen. Godkendelsen fra Trafik-, Bygge- og Boligstyrelsen til kørsel med passagerer på Odderbanen forelå 24. august 2018. Om morgenen dagen efter, 25. august 2018, begyndte driften så på Odderbanen og på strækningen mellem Universitetshospitalet og Lisbjergskolen fra om morgenen 25. august 2018. En egentlig fejring af åbningen fandt sted i Odder 8. september 2018.
Herefter manglede så genåbningen af Grenaabanen som letbane og den nye strækning mellem Lisbjerg og Lystrup. I september 2018 var status, at de to strækninger var teknisk færdigbyggede, og at der kun manglede nogle mindre arbejder på og ved stationerne. De indledende testkørsler med test af fritrumsprofiler og afstand mellem tog og perroner havde været i gang siden juli. Test- og erfaringskørsler ved fuld hastighed med 100 km/t begyndte 8. oktober. I forvejen havde Aarhus Letbane foretaget en grundig gennemgang af Grenaabanen. Her måtte man med en vis bekymring konstatere, at der var en række uautoriserede stier, hvor folk krydsede banen. Noget der meget vel kunne blive farligt, da letbanetogene er både hurtige og støjsvage.
Imens prøvekørslerne står på, var der også gang i godkendelsesprocessen for Grenaabanen. Nogle elementer fra godkendelsen af Tango-letbanetogene til Odderbanen kunne genbruges, men da godkendelserne var strækningsbestemte skulle meget af godkendelsesarbejdet stadig laves fra grunden. I september 2017 var forventningen, at de to strækninger ville kunne åbne for drift i slutningen af marts 2019. I december 2017 viste det sig imidlertid, at der var en interface-fejl i overskæringerne, der fik bommene til at gå op i stedet for at blive nede, mens der holdt en tog på en station. Rettelsen af fejlen og efterfølgende tests betød, at åbningen blev udskudt yderligere cirka fire uger.
Godkendelsen af Grenaabanen og den nye strækning mellem Lisbjerg og Lystrup forelå 25. april 2019. De åbnede begge for driften om morgenen 30. april 2019, 2½ år efter at Grenaabanen lukkede som jernbane. Åbningen blev efterfølgende markeret ved et arrangement 12. maj 2019. Her kørte et særtog fra Aarhus til Grenaa med repræsentanter for ejerne og pressen, der blev mødt af forskellige festligheder undervejs. For almindelige passagerer var der gratis kørsel på Grenaabanen hele dagen. Arbejderne var dog ikke helt færdige ved åbningen. Grenaabanens ejer Banedanmark skal foretage hastighedsopgradering, og der skal etableres krydsningsspor i Trustrup, så der kan komme halvtimesdrift helt til Grenaa. Desuden skal de nye stationer i Hessel og Thorsager godkendes, før de kan tages i brug.

### 2. etape
Endnu før 1. etape var åbnet, begyndte planlægningen af en 2. etape fra Aarhus Ø via Aarhus H, Viborgvej og Gellerup til Brabrand. Her er man dog stødt på problemer med strækningen fra Banegårdspladsen til Viborgvej. Egentlig var det tanken at føre letbanen ad Vester Allé, men det vil koste over 100 mio. kr. at få omlagt varme- og vandledninger der. Derfor har Aarhus Kommunes kig på seks forskellige alternativer. En mulighed er gennem Banegraven og derfra ad Sonnesgade og Carl Blochs Gade til Thorvaldsensgade. En anden mulighed er en tunnel under Rådhusparken og Musikhusparken, eventuelt med en underjordisk station ved Musikhuset. Det vil dog blive dyrt, især hvis der skal etableres en underjordisk station. En tredje mulighed er Busgaden-forløbet og Nørre Allé, men det vil kræve at Kirkens Korshærs hovedkvarter på hjørnet af Klosterport og Nørre Allé må rives ned. En fjerde mulighed er Hans Hartvig Seedorffs Stræde og J.M Mørks Gade, men det vil også koste en hjørneejendom. Nok en mulighed er at dele sporene, så der for eksempel køres ad Vester Allé den ene vej og ad J.M. Mørks Gade og Hans Hartvig Seedorffs Stræde den anden vej.

## Uheld og ulykker
Det første år letbanen kørte, var den involveret i 18 uheld. I alle tilfælde skyldtes de, at andre trafikanter ikke overholdt færdselsreglerne. For eksempel havde der været elleve uheld med biler, hvoraf de syv skyldtes, at bilisterne havde kørt over for rødt. Der var fem uheld med fodgængere, der havde gået over for rødt eller ud foran letbanetog, og der havde været to uheld med cyklister. Til sammenligning havde Bybanen i Bergen 58 uheld de første to et halvt år, mens Nottingham havde 40 uheld på et år. Hos Østjyllands Politi var man tilfreds med de lavere tal for Aarhus men opfordrede dog generelt trafikanterne til at være opmærksomme på trafikken og ikke alt muligt andet.
Den første dødsulykke fandt sted 6. juli 2019, da et letbanetog kolliderede med en personbil i overkørslen for Albøgevej ved Trustrup på Grenaabanen. To personer i bilen blev dræbt og to andre blev kvæstet, mens ingen i letbanetoget kom noget til. Overkørslen var kun sikret med blinklys, og det blev efterfølgende kritiseret i pressen, at der ikke var opsat bomme. Det var faktisk forberedt, men de blev først sat op 12. august 2019. Ulykken blev undersøgt af Havarikommissionen, der i rapport i juni 2020 konkluderede, at blinklyset havde været i funktion 27 sekunder før kollisionen, men at føreren af bilen ikke havde standset.

## Materiel
Materiellet til Aarhus Letbane er designet specielt til denne. Mellem Odder og Lisbjerg/Lystrup er det især Stadler Variobahn-letbanetog, der skal køre. Togene er 32 m lange, femdelte og har seks sæt døre i hver side, der muliggør hurtig ind- og udstigning. De har en højeste hastighed på 80 km/t, da det ikke er relevant med højere hastighed på Odderbanen og den indre strækning. På Grenaabanen skal der køre Stadler Tango-letbanetog. De er 39 m lange, tredelte og har tre sæt døre i hver side. Desuden har de flere sæder og en højeste hastighed på 100 km/t, da de skal køre på den længere strækning til Grenaa. Udadtil minder de to typer om hinanden, da de er holdt i det samme lysegrå design med sorte vinduespartier og røde markeringer af dørene. Det indvendige design er også holdt i forskellige gråtoner.
Som et særligt indslag er højtalerudkaldene i to Variobahn- og et Stadler-tog indtalt af den kendte journalist og cykelkommentator Jørgen Leth. I de øvrige letbanetog er højtalerudkaldene indtalt af skuespilleren Anna Nøhr Tolstrup.

## 1. etape

### Standsningssteder[57][58]

#### Odder – Skolebakken
- Odder
- Rude Havvej
- Assedrup
- Malling
- Beder
- Vilhelmsborg
- Mårslet
- Mølleparken
- Nørrevænget
- Tranbjerg
- Gunnar Clausensvej
- Øllegårdsvej
- Rosenhøj
- Viby J
- Kongsvang
- Aarhus H
- Dokk1
- Skolebakken

#### Skolebakken – Skejby – Lystrup
- Skolebakken

- Nørreport
- Universitetsparken
- Aarhus Universitet
- Stjernepladsen
- Stockholmsgade
- Vandtårnet
- Nehrus Allé
- Olof Palmes Allé
- Aarhus Universitetshospital
- Gl. Skejby
- Humlehuse
- Klokhøjen
- Lisbjerg Bygade
  - Lisbjergskolen (endestation)
- Lisbjerg - Terp
- Nye
- Lystrup

#### Skolebakken – Risskov – Lystrup
- Skolebakken

- Østbanetorvet
- Risskov Strandpark
- Vestre Strandallé
- Torsøvej
- Lystrup

#### Lystrup – Grenaa
- Lystrup
- Hovmarken (lukket fra og med d. 30. juni 2024)[59]
- Hjortshøj
- Skødstrup
- Løgten
- Hornslet
- Mørke
- Thorsager
- Ryomgård
- Kolind
- Trustrup
- Hessel
- Grenaa

### Drift
I dagtimerne eller myldretiderne forventes Aarhus Letbane at køre efter flg. driftsoplæg:
|  |  |  |

|  |  |  |

|  |  |  |

|  |  |  |

|  |  |  |

|  |  |  |

|  |  |  |

|  |  |  |

|  |  |  |

|  |  |  |

|  |  |  |

|  |  |  |

|  |  |  |

|  |  |  |

|  |  |  |

|  |  |  |

|  |  |  |

|  |  |  |

|  |  |  |

|  |  |  |

|  |  |  |

|  |  |  |

|  |  |  |

|  |  |  |

|  |  |  |

|  |  |  |

|  |  |  |

|  |  |  |

|  |  |  |

|  |  |  |

|  |  |  |

|  |  |  |

|  |  |  |

|  |  |  |

|  |  |  |

|  |  |  |

|  |  |  |

|  |  |  |

|  |  |  |

|  |  |  |

|  |  |  |

|  |  |  |

|  |  |  |

|  |  |  |

|  |  |  |

|  |  |  |

|  |  |  |

|  |  |  |

|  |  |  |

|  |  |  |

|  |  |  |

|  |  |  |

|  |  |  |

|  |  |  |

|  |  |  |

|  |  |  |

|  |  |  |

|  |  |  |

|  |  |  |

|  |  |  |

|  |  |  |

|  |  |  |

|  |  |  |

|  |  |  |

|  |  |  |

|  |  |  |

|  |  |  |

|  |  |  |

|  |  |  |

|  |  |  |

|  |  |  |

|  |  |  |

|  |  |  |

|  |  |  |

|  |  |  |

|  |  |  |

|  |  |  |

|  |  |  |

|  |  |  |

|  |  |  |

|  |  |  |

|  |  |  |

|  |  |  |

|  |  |  |

|  |  |  |

|  |  |  |

|  |  |  |

|  |  |  |

|  |  |  |

|  |  |  |

|  |  |  |

|  |  |  |

|  |  |  |

|  |  |  |

|  |  |  |

|  |  |  |

|  |  |  |

|  |  |  |

|  |  |  |

|  |  |  |

|  |  |  |

|  |  |  |

|  |  |  |

|  |  |  |

|  |  |  |

|  |  |  |

|  |  |  |

|  |  |  |

|  |  |  |

|  |  |  |

|  |  |  |

|  |  |  |

|  |  |  |

|  |  |  |

|  |  |  |

|  |  |  |

|  |  |  |

|  |  |  |

|  |  |  |

|  |  |  |

|  |  |  |

|  |  |  |

|  |  |  |

|  |  |  |

|  |  |  |

|  |  |  |

|  |  |  |

|  |  |  |

|  |  |  |

|  |  |  |

|  |  |  |

|  |  |  |

|  |  |  |

|  |  |  |

|  |  |  |

|  |  |  |

|  |  |  |

|  |  |  |

|  |  |  |

|  |  |  |

|  |  |  |

|  |  |  |

|  |  |  |

|  |  |  |

|  |  |  |

|  |  |  |

|  |  |  |

|  |  |  |

|  |  |  |

|  |  |  |

|  |  |  |

|  |  |  |

|  |  |  |

|  |  |  |

|  |  |  |

|  |  |  |

### Passagertal
| År   | 1. Kvartal | 2. Kvartal | 3. Kvartal | 4. Kvartal | I alt for året |
| ---- | ---------- | ---------- | ---------- | ---------- | -------------- |
| 2019 | 1.155.732  | 1.078.250  | 1.195.476  | 1.358.837  | 4.788.295      |
| 2020 | 1.145.088  | 672.821    | 908.100    | 907.588    | 3.588.597      |
| 2021 | 580.619    | 970.400    | 1.085.755  | 1.341.822  | 3.978.596      |
| 2022 | 1.228.418  | 1.365.131  | 1.512.101  | 1.368.871  | 5.474.521      |
| 2023 | 1.413.906  | 1.301.629  | 1.474.186  | 1.572.372  | 5.762.063      |
| 2024 | 1.590.327  | 1.644.588  | 1.532.732  | 1.583.565  | 6.351.212      |
| 2025 | 1.582.772  | 1.469.812* |            |            | 3.052.584*     |

*Grundet en usædvanlig stor forskel mellem de foreløbige og justerede passagertal for 2. kvartal 2025, er Midttrafik blevet bedt om at undersøge om det justerede tal, som er det der bruges i denne tabel, er korrekt.

I juni 2024 og igen i April 2025 offentliggjorde avisen Århus Stiftstidende de officielle passagertal for de individuelle stationer i henholdsvis første kvartal 2024 og første kvartal 2025
| Station                        | Totale passagertal (første kvartal 2024) | Totale passagertal (første kvartal 2025) | Linjer |
| ------------------------------ | ---------------------------------------- | ---------------------------------------- | ------ |
| Grenaa                         | 28.532                                   | 28.936                                   | L1     |
| Hessel                         | 2.904                                    | 3.847                                    | L1     |
| Trustrup                       | 4.059                                    | 4.751                                    | L1     |
| Kolind                         | 9.600                                    | 10.148                                   | L1     |
| Ryomgård                       | 21.959                                   | 22.338                                   | L1     |
| Thorsager                      | 4.009                                    | 4.588                                    | L1     |
| Mørke                          | 10.200                                   | 10.227                                   | L1     |
| Hornslet                       | 25.003                                   | 27.446                                   | L1     |
| Løgten                         | 12.030                                   | 12.728                                   | L1     |
| Skødstrup                      | 23.825                                   | 24.266                                   | L1     |
| Hjortshøj                      | 25.204                                   | 26.128                                   | L1     |
| Hovmarken                      | 4.286                                    | Lukket i Juni 2024                       | L1     |
| Lystrup                        | 69.694                                   | 74.121                                   | L1, L2 |
| Torsøvej                       | 33.226                                   | 33.421                                   | L1     |
| Vestre Strandallé              | 21.310                                   | 21.718                                   | L1     |
| Risskov Strandpark             | 7.489                                    | 9.438                                    | L1     |
| Østbanetorvet                  | 22.948                                   | 24.094                                   | L1     |
| Nye                            | 3.645                                    | 4.016                                    | L2     |
| Lisbjerg-Terp                  | 2.409                                    | 2.232                                    | L2     |
| Lisbjergskolen                 | 14.622                                   | 18.812                                   | L2     |
| Lisbjerg Bygade                | 12.196                                   | 13.158                                   | L2     |
| Klokhøjen                      | 6.489                                    | 6.692                                    | L2     |
| Humlehuse                      | 4.721                                    | 4.451                                    | L2     |
| Gl. Skejby                     | 9.983                                    | 9.892                                    | L2     |
| Universitetshospitalet         | 108.178                                  | 101.419                                  | L2     |
| Olof Palmes Allé               | 47.537                                   | 45.433                                   | L2     |
| Nehrus Allé                    | 38.212                                   | 37.378                                   | L2     |
| Vandtårnet (Ringvejen)         | 51.016                                   | 56.019                                   | L2     |
| Stockholmsgade                 | 36.132                                   | 36.142                                   | L2     |
| Stjernepladsen                 | 52.859                                   | 52.999                                   | L2     |
| Aarhus Universitet (Ringgaden) | 81.417                                   | 74.078                                   | L2     |
| Universitetsparken             | 26.721                                   | 24.796                                   | L2     |
| Nørreport                      | 79.489                                   | 77.142                                   | L2     |
| Skolebakken                    | 73.771                                   | 76.427                                   | L1, L2 |
| Dokk1                          | 74.133                                   | 76.750                                   | L1, L2 |
| Aarhus H                       | 340.893                                  | 332.467                                  | L1, L2 |
| Kongsvang                      | 5.736                                    | 5.195                                    | L2     |
| Viby J                         | 44.592                                   | 44.176                                   | L2     |
| Rosenhøj                       | 21.057                                   | 20.780                                   | L2     |
| Øllegårdsvej                   | 4.718                                    | 6.781                                    | L2     |
| Gunnar Clausensvej             | 17.036                                   | 14.513                                   | L2     |
| Tranbjerg                      | 21.405                                   | 20.786                                   | L2     |
| Nørrevænget                    | 6.400                                    | 6.442                                    | L2     |
| Mølleparken                    | 3.818                                    | 3.701                                    | L2     |
| Mårslet                        | 25.598                                   | 23.885                                   | L2     |
| Vilhelmsborg                   | 573                                      | 857                                      | L2     |
| Beder                          | 7.824                                    | 7.584                                    | L2     |
| Malling                        | 13.215                                   | 12.148                                   | L2     |
| Assedrup                       | 941                                      | 945                                      | L2     |
| Rude Havvej                    | 4.857                                    | 4.907                                    | L2     |
| Odder                          | 21.888                                   | 21.778                                   | L2     |

I februar 2023 blev de officielle passagertal for alle standsningssteder, undtagen Trustrup, offentliggjort i Århus Stiftstidende. Disse tal er et gennemsnit af daglige påstigere på hverdage i perioden fra den 15. august 2022 til den 18. december 2022. Herunder er en oversigt af påstigningstallene fordelt over letbanens strækninger.
| Station                        | Passengertal |
| ------------------------------ | ------------ |
| Aarhus H                       | 4409         |
| Dokk1                          | 983          |
| Skolebakken                    | 1079         |
| Nørreport                      | 1055         |
| Universitetsparken             | 405          |
| Aarhus Universitet (Ringgaden) | 1075         |
| Stjernepladsen                 | 627          |
| Stockholmsgade                 | 451          |
| Vandtårnet                     | 631          |
| Nehrus Allé                    | 442          |
| Olof Palmes Allé               | 608          |
| Universitetshospitalet         | 1233         |
| Gl. Skejby (Agro Food Park)    | 96           |
| Humlehuse                      | 41           |
| Klokhøjen                      | 71           |
| Lisbjerg Bygade                | 136          |
| Lisbjergskolen                 | 106          |
| Lisbjerg-Terp                  | 30           |
| Nye                            | 43           |
| Lystrup                        | 915          |

| Station             | Passengertal |
| ------------------- | ------------ |
| Aarhus H            | 4409         |
| Kongsvang           | 81           |
| Viby J              | 678          |
| Rosenhøj            | 314          |
| Øllegårdsvej        | 69           |
| Gunnar Clausens Vej | 244          |
| Tranbjerg           | 339          |
| Nørrevænget         | 92           |
| Mølleparken         | 79           |
| Mårslet             | 413          |
| Vilhelmsborg        | 13           |
| Beder               | 144          |
| Malling             | 207          |
| Assedrup            | 15           |
| Rude Havvej         | 80           |
| Odder               | 404          |

| Station            | Passengertal              |
| ------------------ | ------------------------- |
| Aarhus H           | 4409                      |
| Dokk1              | 983                       |
| Skolebakken        | 1079                      |
| Østbanetorvet      | 274                       |
| Risskov Strandpark | 118                       |
| Vestre Strandallé  | 231                       |
| Torsøvej           | 337                       |
| Lystrup            | 915                       |
| Hovmarken          | 64                        |
| Hjortshøj          | 319                       |
| Skødstrup          | 295                       |
| Løgten             | 167                       |
| Hornslet           | 386                       |
| Mørke              | 140                       |
| Thorsager          | 67                        |
| Ryomgård           | 334                       |
| Kolind             | 148                       |
| Trustrup           | Ingen data offentliggjort |
| Hessel             | 39                        |
| Grenaa             | 479                       |

## Udbygningsetaper
Der er udpeget 11 mulige udbygningsetaper til Aarhus Letbane:
- Lisbjerg – Trige
- Lisbjerg – Trige – Randers
- Lisbjerg – Hinnerup
- Lisbjerg – Hinnerup – Hadsten
- Skejby – Vejlby
- Europaplads – Banegårdspladsen – Hasselager
- Europaplads – Banegårdspladsen – Hasselager – Skanderborg
- Europaplads – Banegårdspladsen – Brabrand
- Aarhus H – Brabrand – Galten
- Aarhus H – Brabrand – Galten – Silkeborg
- Sibirien – Nordhavn (Aarhus Ø) [68]

## Galleri
- Skolebakken Station.
- Dokk1 Station.
- Letbanebroen over Egådalen.
- Universitetsparken Station på Nørrebrogade under opbygning.
- Letbanen på Randersvej.
- Letbanen på Olof Palmes Allé.
- Aarhus Universitet Station, syd perron.